# Bernardino de Mendoza
Pour les articles homonymes, voir Mendoza.
Bernardino de Mendoza, né vers 1540 à Guadalajara (Espagne) et mort le 3 août 1604 à Madrid, était un diplomate et écrivain espagnol.

## Biographie
Entré dans l'armée en 1560, il sert aux Pays-Bas sous les ordres du duc d'Albe et combat notamment en janvier 1578 à Gembloux. Il est admis dans l'Ordre de Santiago en 1576.
Nommé ambassadeur d'Espagne en Angleterre en 1578, il s'y livre aussi à l'espionnage pour le compte de son roi, Philippe II d'Espagne, avec lequel il entretient une correspondance chiffrée. Il noue des contacts secrets avec les milieux de l'opposition catholique anglaise et la reine d'Écosse en exil Marie Stuart afin d'agir en faveur de la cause catholique. Compromis dans le complot de Throckmorton contre Élisabeth Ire, il est expulsé du royaume en 1584. Son renvoi marque la rupture des relations diplomatiques entre les deux puissances et le début d'une longue guerre.
Il devient ensuite ambassadeur d'Espagne en France de 1584 à 1591. Dans cette fonction, il apporte un soutien ouvert au duc de Guise et au parti de la Sainte Ligue au cours des Guerres de Religion au nom de son maître Philippe II, et abreuve leur cause de subsides espagnols. Son action est notamment déterminante dans la coulisse de la Journée des barricades et dans la résistance victorieuse des Ligueurs de Paris assiégés par Henri IV en 1590.
Sa correspondance diplomatique avec son souverain constitue une source historique majeure de l'histoire des conflits religieux entre les puissances européennes de la fin du XVIe siècle.

## Publications
Bernardino de Mendoza a laissé par ailleurs une œuvre écrite digne d'intérêt.
Il a d'abord composé un traité d'art militaire intitulé Teórica y práctica de la guerra (Madrid 1577), dont une traduction en langue française par Salluste Grati a été publiée à Venise en 1616.
Il fait ensuite imprimer directement en français sa Harangue au Roy Tres-Chrestien, faite à Chartres par Monseigneur Don Bernardin de Mendoça, ambassadeur pour le roy d'Espagne vers Sa Majesté (1588).
On lui doit surtout un récit de première main la campagne des Flandres, à laquelle il avait participé : Comentario de lo sucedido en los Países Bajos desde el año 1567 hasta el de 1577 (Madrid, 1592). Placé sous le patronage explicite du modèle illustre des Commentaires sur la Guerre des Gaules de Jules César, ce texte a été édité à Paris dès 1591, dans une traduction française due à un fervent ligueur, le Père Crespet, qui a précédé la publication espagnole du document.
Mendoza est enfin l'auteur d'une traduction en langue espagnole des six livres de la Politique (Politicorum sive civilis doctrinae libri sex) du philosophe flamand Juste Lipse (Madrid, 1604).

## Œuvres
- Traduction française des Commentaires de Bernardino de Mendoça sur les événements de la guerre des Pays-Bas, 1567-1577